# Cocal de Telha
Cocal de Telha là một đô thị thuộc bang Piauí, Brasil. Đô thị này có diện tích 322,103 km², dân số năm 2007 là 4598 người, mật độ 14,27 người/km².